# GRB 050509B
GRB 050509B es un brote de rayos gamma (GRB por sus siglas en inglés) observado por el satélite Swift de la NASA en mayo del 2005. 
Fue el primer GRB de corta duración para el cual se realizó una medida de posición exacta, lo suficientemente precisa para localizarse cerca de una galaxia elíptica.